# Louis Rimbault
Louis Rimbault (9 avril 1877 à Tours - 10 novembre 1949 à Luynes) est un militant anarchiste individualiste, activiste syndicaliste révolutionnaire et propagandiste naturien du végétalisme et des milieux libres.
En 1912, il est interpellé, dans le cadre de l'affaire de la bande à Bonnot. Il est soupçonné, sans preuve, d’avoir hébergé des membres de la bande. Il est acquitté par la Cour d'assises de la Seine le 10 août 1914.
En 1923, il fonde la Coopérative Terre Libérée, non loin de Tours (Indre-et-Loire), sur près de 10 hectares. Cette « Cité » adopte la formule de la « coopérative », et chaque membre devient ainsi « sociétaire ». Elle est fortement marquée par l’esprit végétalien, la non-violence et le retour à la terre.

## Biographie
Enfant naturel de Marie Réchaussat, couturière, Louis, né sous le nom de Louis Réchaussat, est reconnu et légitimé le 11 août 1880 lors du mariage de sa mère avec Charles Rimbault, ouvrier serrurier, portant désormais le nom de Louis Rimbault.
Né dans une famille nombreuse et pauvre, il exerce divers petits métiers avant de travailler comme serrurier.
Le 14 décembre 1899, dans le 10e arrondissement de Paris, il épouse Marie Clémence Charlotte Paquet (1878-1927).
De 1904 à 1908, il est élu conseiller municipal radical de Livry-Gargan.
Il évolue ensuite vers l'anarchisme individualiste.
Le 17 mars 1938, à Luynes, il épouse Léonie "Ninette" Blanche Pierre (1902-2000).

### Milieu libre
En 1910-1912, végétarien convaincu, il participe à la colonie communiste libertaire de Bascon (Aisne) initiée par Georges Butaud et Sophia Zaïkowska,,.
Juste après, il décida de créer son propre milieu libre aux Pavillons-sous-bois qui se trouve dans le département français, anciennement appelé Seine et Oise, qui, maintenant est sous le nom de Seine-Saint-Denis. Dans son groupe, il avait avec lui une douzaine de personnes qui étaient tous marqué par les violentes disputes qu'il y avait entre le végétalien et végétariens.
Louis Rimbault va ensuite décider de monter au sein de la communauté, son propre commerce qui sera un atelier de serrurier. En même temps, il pratiquera quelques activités illégales en commettant des escroqueries concernant les assurances qu'il proposait avec comme complice les frères Valensi.

### Illégalisme
Il rencontre Octave Garnier et fréquente le milieu illégaliste de Romainville autour du journal L'Anarchie,.
Fin 1912, il est interpellé dans le cadre de l’affaire de la bande à Bonnot. Il est soupçonné, sans preuve, d’avoir hébergé des membres de la bande.
Il simule alors la folie et est interné. Absent du procès, il est acquitté des présomptions de complicité par la cour d’assises de la Seine le 10 août 1914. Il est libéré après deux ans de préventive et d'internement.
Réformé du service militaire en 1913, il est pourtant appelé en service en 1915, comme mécanicien, à Paris. Il est réformé définitivement le 30 août 1918.

### Syndicaliste révolutionnaire
Membre de la Fédération anarchiste de Seine et de Seine-et-Oise fondée en 1908, il devient un des syndicalistes en vue de l'Union des mécaniciens de la Seine. Il anime les grèves de la métallurgie parisienne en juin 1919. Il lance les « conseils d'ouvriers syndiqués » (COS, à mi-chemin 
entre les soviets et les coopératives) dirigisme des communistes dans le mouvement ouvrier.

### Écologisme
Selon Arnaud Baubérot, les écrits de Louis Rimbault ne présentent aucun élément en lien avec le milieu naturel ainsi que certains enjeux de sa préservation et de son influence sur la qualité de vie. Son propos cherche principalement à démontrer la validité scientifique de son système. Il ne fait aucune allusion directe en ce qui a trait à l'écologie. Il n'y a aucune référence aux travaux du fondateur de l'écologie, Ernst Haeckel, ou à quiconque qui traite de l'écologisme. Rimbault ne fait allusion d'aucune façon dans ses écrits aux débats entourant la création des parcs naturels, et ce depuis le début du siècle.
Par contre, selon Arnaud Baudérot, dans ses écrits, Louis Rimbault traite des thèmes qui représentent ses préoccupations pouvant le définir comme étant écologiste. Dans son rapport avec la nature, il met l'emphase sur l'importance d'y rétablir une harmonie qui a été négligée par la consommation de viande. "Le carnivorisme", affirme-t-il dans Le Néo-naturien, « c’est la lutte universelle, c’est l’homme retournant à la barbarie, c’est la nature détroussée, c’est l’humanité en esclavage, c’est l’animal rendu pervers » ; tandis que « le végétalisme, c’est la réconciliation avec la nature ».

### Végétaliste libertaire
En 1922, il collabore au journal Le Néo-Naturien qui prône un retour à la vie naturelle, notamment par le biais d'une alimentation saine et végétalienne.
En 1923, il fonde la colonie naturiste « Terre libérée », à Luynes (Indre et Loire) qu'il dirige jusqu'en 1949,.
Il veut en faire un « centre d’individualisme éclairé » et un centre de soin, de régénération, par la cuisine et la vie saine. Ouverte sur l’extérieur, elle reçoit de très nombreux visiteurs : plus de 300 la première année, encore 200 en 1929. En 1926 la coopérative adhère à l'Association paysanne anarchiste. Pendant la Seconde Guerre mondiale, elle abrite des réfugiés.
Terre Libérée s’éteint la même année que la mort de son fondateur, en novembre 1949.

### Auteur prolifique
Il invente le « naturarchisme » pour prévenir les maladies par les plantes en luttant contre « l’alcoolisme, le tabagisme, le vinisme, le carnivorisme, le caféisme, le cocaïnisme, le falsificationnisme, le surmenage, le sexualisme, la prostitution et les taudis. » Il se propose de « régénérer l’homme par la régénération de la terre »,.
Il est l'auteur de nombreux textes dans la presse libertaire (dont Le Libertaire) et de brochures hygiénistes, notamment sur le végétalisme.
Il contribue à l'Encyclopédie anarchiste, initiée par Sébastien Faure, publiée en quatre volumes, entre 1925 et 1934,.

### Les dernières années de sa vie
À la fin de sa vie, Louis Rimbault vit dans un bâtiment en ruine qui ne manquait pas grand-chose pour qu'il s'effondre et il se sentait tout le temps repoussé par ses voisins paysans qui n'aimaient guère la façon dont il pensait. Peu de temps après sa mort en 1949, sa coopérative "Terre libérée" a été vendue en rente viagère par sa femme veuve Ninette.

## Publications
- Sur le site de la BNF : « Rimbault, Louis »
- Le Tabac, les infirmités, les fléaux qu'il provoque, le remède naturel..., préf. Julia Bertrand, Luynes, Éditions de l'École de pratique végétalienne, 1927 (BNF 31218335)
- Catalogue général des éditions et collections anarchistes francophones : « Rimbault, Louis (1877-1949) »
- Anarlivres : « Rimbault, Louis (1877-1949) »
- Arnaud Baubérot, "Aux sources de l'écologisme anarchiste : Louis Rimbault et les communautés végétaliennes en France dans la première moitié du XXe siècle", in  Le Mouvement Social 2014/1 (no 246), pages 63 à 74